# Norwegia na Zimowych Igrzyskach Olimpijskich 1980
Norwegię na Zimowych Igrzyskach Olimpijskich 1980 reprezentowało 59 zawodników: 51 mężczyzn i osiem kobiet. Był to trzynasty start reprezentacji Norwegii na zimowych igrzyskach olimpijskich.

## Zdobyte medale
| Medal  | Zawodnik                                                  | Dyscyplina          | Konkurencja               | Rezultat     |
| ------ | --------------------------------------------------------- | ------------------- | ------------------------- | ------------ |
| Złoto  | Bjørg Eva Jensen                                          | Łyżwiarstwo szybkie | Bieg na 3000 m kobiet     | 4:32,13 min  |
| Srebro | Lars Erik Eriksen, Per Knut Aaland, Ove Aunli, Oddvar Brå | Biegi narciarskie   | Sztafeta 4 x 10 km        | 1:58:45,77 h |
| Srebro | Kay Stenshjemmet                                          | Łyżwiarstwo szybkie | Bieg na 1500 m mężczyzn   | 1:56,81 min  |
| Srebro | Kay Stenshjemmet                                          | Łyżwiarstwo szybkie | Bieg na 5000 m mężczyzn   | 7:03,28 min  |
| Brąz   | Ove Aunli                                                 | Biegi narciarskie   | Bieg na 15 km mężczyzn    | 42:28,62 min |
| Brąz   | Brit Pettersen, Anette Bøe, Marit Myrmæl, Berit Aunli     | Biegi narciarskie   | Sztafeta 4 x 5 km kobiet  | 1:04:13,50 h |
| Brąz   | Frode Rønning                                             | Łyżwiarstwo szybkie | Bieg na 1000 m mężczyzn   | 1:16,91 min  |
| Brąz   | Terje Andersen                                            | Łyżwiarstwo szybkie | Bieg na 1500 m mężczyzn   | 1:56,92 min  |
| Brąz   | Tom Erik Oxholm                                           | Łyżwiarstwo szybkie | Bieg na 5000 m mężczyzn   | 7:05,59 min  |
| Brąz   | Tom Erik Oxholm                                           | Łyżwiarstwo szybkie | Bieg na 10 000 m mężczyzn | 14:36,60 min |

## Skład kadry

### Biathlon
Mężczyźni
| Zawodnik                                            | Konkurencja         | czas biegu | Kary | Łączny czas | Pozycja |
| --------------------------------------------------- | ------------------- | ---------- | ---- | ----------- | ------- |
| Svein Engen                                         | Bieg na 20 km       | 1:08:30,25 | 3:00 | 1:11:30,25  | 4.      |
| Sigleif Johansen                                    | Bieg na 20 km       | 1:11:20,12 | 2:00 | 1:13:20,12  | 13.     |
| Odd Lirhus                                          | Bieg na 20 km       | 1:07:39,41 | 8:00 | 1:15:39,41  | 23.     |
| Kjell Søbak                                         | Bieg na 10 km       | 33:34,64   | 1    | 33:34,64    | 5.      |
| Odd Lirhus                                          | Bieg na 10 km       | 34:10,39   | 2    | 34:10,39    | 7.      |
| Terje Krokstad                                      | Bieg na 10 km       | 35:15,40   | 4    | 35:15,40    | 17.     |
| Svein Engen Kjell Søbak Odd Lirhus Sigleif Johansen | Sztafeta 4 × 7,5 km | 1:38:11,76 | 3    | 1:38:11,76  | 4.      |

### Biegi narciarskie
Mężczyźni
| Zawodnik                                               | Konkurencja        | czas       | Pozycja |
| ------------------------------------------------------ | ------------------ | ---------- | ------- |
| Ove Aunli                                              | Bieg na 15 km      | 42:28,62   | brąz    |
| Oddvar Brå                                             | Bieg na 15 km      | 43:05,64   | 9.      |
| Lars Erik Eriksen                                      | Bieg na 15 km      | 43:11,51   | 10.     |
| Tore Gullen                                            | Bieg na 15 km      | 44:42,73   | 30.     |
| Ove Aunli                                              | Bieg na 30 km      | 1:29:54,02 | 8.      |
| Lars Erik Eriksen                                      | Bieg na 30 km      | 1:30:34,34 | 10.     |
| Oddvar Brå                                             | Bieg na 30 km      | 1:30:46,70 | 12.     |
| Per Knut Aaland                                        | Bieg na 30 km      | 1:31:31,96 | 16.     |
| Lars Erik Eriksen                                      | Bieg na 50 km      | 2:30:53,03 | 4.      |
| Oddvar Brå                                             | Bieg na 50 km      | 2:31:46,83 | 7.      |
| Anders Bakken                                          | Bieg na 50 km      | 2:35:33,26 | 15.     |
| Kjell Jakob Sollie                                     | Bieg na 50 km      | 2:38:06,07 | 24.     |
| Lars Erik Eriksen Per Knut Aaland Ove Aunli Oddvar Brå | Sztafeta 4 × 10 km | 1:58:45,77 | srebro  |

Kobiety
| Zawodnik                                           | Konkurencja       | czas       | Pozycja |
| -------------------------------------------------- | ----------------- | ---------- | ------- |
| Berit Aunli                                        | Bieg na 5 km      | 15:48,93   | 14.     |
| Marit Myrmæl                                       | Bieg na 5 km      | 15:58,11   | 18.     |
| Brit Pettersen                                     | Bieg na 5 km      | 16:03,58   | 21.     |
| Anette Bøe                                         | Bieg na 5 km      | 16:17,35   | 24.     |
| Berit Aunli                                        | Bieg na 10 km     | 31:46,11   | 13.     |
| Marit Myrmæl                                       | Bieg na 10 km     | 32:25,14   | 20.     |
| Hilde Riis                                         | Bieg na 10 km     | 33:08,68   | 30.     |
| Hege Peikli                                        | Bieg na 10 km     | 34:05,03   | 37.     |
| Brit Pettersen Anette Bøe Marit Myrmæl Berit Aunli | Sztafeta 4 × 5 km | 1:04:13,50 | brąz    |

### Hokej na lodzie
Reprezentacja mężczyzn
| - Jim Marthinsen - Thore Wålberg - Nils Nilsen - Thor Martinsen - Trond Abrahamsen - Rune Molberg - Øivind Løsåmoen - Erik Pedersen - Øystein Jarlsbo - Håkon Lundenes |  | - Geir Myhre - Morten Johansen - Morten Sethereng - Knut Andresen - Tore Falch Nilsen - Tom Røymark - Vidar Johansen - Petter Thoresen - Knut Fjeldsgaard - Stephen Foyn |

Reprezentacja Norwegii brała udział w rozgrywkach grupy "niebieskiej" w której zajęła 5. miejsce i nie awansowała do grupy finałowej. Ostatecznie reprezentacja Norwegii zajęła 11. miejsce.

#### Grupa Niebieska
| Drużyna           | M | Mecze | Mecze | Mecze | Bramki | Bramki | Bramki | Pkt |
| Drużyna           | M | W     | R     | P     | +      | -      | +/-    | Pkt |
| ----------------- | - | ----- | ----- | ----- | ------ | ------ | ------ | --- |
| Szwecja           | 5 | 4     | 1     | 0     | 26     | 7      | +13    | 9   |
| Stany Zjednoczone | 5 | 4     | 1     | 0     | 25     | 10     | +15    | 9   |
| Czechosłowacja    | 5 | 3     | 0     | 2     | 34     | 16     | +18    | 6   |
| Rumunia           | 5 | 1     | 1     | 3     | 13     | 29     | -16    | 3   |
| RFN               | 5 | 1     | 0     | 4     | 21     | 30     | -9     | 2   |
| Norwegia          | 5 | 0     | 1     | 4     | 9      | 36     | -27    | 1   |

Wyniki
| 12 lutego 1980 | Czechosłowacja | 11:0 | Norwegia | Olympic Arena |

| Godzina: 15:30 | J.Pouzar 25:33 M.Nový 31:11 M.Šťastný 33:00 V.Martinec 34:13 B.Ebermann 38:01 J.Pouzar 42:13 A.Šťastný 43:16 B.Ebermann 45:54 P.Šťastný 48:33 M.Nový 52:51 P.Šťastný 54:47 | (0:0, 5:0, 6:0) |  | Sędzia główny: Karl-Gustav Kaisla |

| 14 lutego 1980 | Norwegia | 4:10 | Niemcy | Olympic Fieldhouse |

| Godzina: 19:30 | K.Andresen 06:03 T.Falk Nilsen 12:13 V.Johansen 25:26 M.Sethereng 52:41 | (2:5, 1:3, 1:2) | V.Vacatko 07:51 U.Kiessling 08:49 H.Zach 09:08 H-P.Kretschmer 09:33 E.Hofner 10:18 G.Truntschka 30:52 V.Vacatko 34:01 G.Truntschka 39:53 M.Kuhl 40:42 H-P.Kretschmer 50:49 | Sędzia główny: Dombrowski |

| 16 lutego 1980 | Stany Zjednoczone | 5:1 | Norwegia | Olympic Arena |

| Godzina: 16:00 | M.Eruzione 20:41 M.Johnson 24:51 D.Silk 33:31 M.Wells 44:28 K.Morrow 51:29 | (0:1, 3:0, 2:0) | Myhre 04:19 | Sędzia główny: Karl-Gustav Kaisla |

| 18 lutego 1980 | Norwegia | 1:7 | Szwecja | Olympic Fieldhouse |

| Godzina: 15:45 | T.Abrahamsen 51:08 | (0:2, 0:4, 1:1) | M.Åhlberg 14:03 M.Åhlberg 16:20 M.Åhlberg 23:48 P.Lundqvist 34:08 L.Norberg 36:40 S.Andersson 37:09 M.Näslund 43:24 | Sędzia główny: Vladimir Šubrt |

| 20 lutego 1980 | Norwegia | 3:3 | Rumunia | Olympic Arena |

| Godzina: 15:30 | S.Foyn 0:56 M.Sethereng 58:39 R.Molberg 59:31 | (1:1, 0:1, 2:1) | M.Costea 05:10 S.Gall 31:27 D.Tureanu 52:43 | Sędzia główny: Vladimir Šubrt |

### Kombinacja norweska
Mężczyźni
| Zawodnik             | Konkurencja   | Bieg narciarski       | Bieg narciarski       | Bieg narciarski       | Skoki narciarskie | Skoki narciarskie | Skoki narciarskie | Skoki narciarskie | Skoki narciarskie | Skoki narciarskie | Skoki narciarskie | Skoki narciarskie | Łącznie                  | Pozycja                  |
| Zawodnik             | Konkurencja   | Czas biegu            | Pozycja               | Punkty                | Skok 1            | Nota              | Skok 2            | Nota              | Skok 3            | Nota              | Punkty            | Pozycja           | Łącznie                  | Pozycja                  |
| -------------------- | ------------- | --------------------- | --------------------- | --------------------- | ----------------- | ----------------- | ----------------- | ----------------- | ----------------- | ----------------- | ----------------- | ----------------- | ------------------------ | ------------------------ |
| Tom Sandberg         | Indywidualnie | 48:19,4               | 5.                    | 214,765               | 72,5              | 93,7              | 81,0              | 104,6             | 78,0              | 99,1              | 203,7             | 9.                | 418,465                  | 4.                       |
| Hallstein Bøgseth    | Indywidualnie | 50:29,9               | 19.                   | 195,190               | 73,0              | 95,0              | 76,5              | 95,4              | 83,5              | 108,4             | 203,8             | 8.                | 398,990                  | 11.                      |
| Odd Arne Engh        | Indywidualnie | 57:56,2               | 29.                   | 128,245               | 62,5              | 70,7              | 79,0              | 99,9              | 79,5              | 100,0             | 199,9             | 12.               | 328,145                  | 29.                      |
| Arne Morten Granlien | Indywidualnie | Nie stanął na starcie | Nie stanął na starcie | Nie stanął na starcie | 65,5              | 76,0              | 70,0              | 80,5              | 69,5              | 78,0              | 158,5             | 30.               | Nie ukończył konkurencji | Nie ukończył konkurencji |

### Łyżwiarstwo szybkie
Mężczyźni
| Zawodnik              | Konkurencja   | Konkurencja   | Konkurencja    | Konkurencja    | Konkurencja    | Konkurencja    | Konkurencja    | Konkurencja    | Konkurencja      | Konkurencja      |
| Zawodnik              | Bieg na 500 m | Bieg na 500 m | Bieg na 1000 m | Bieg na 1000 m | Bieg na 1500 m | Bieg na 1500 m | Bieg na 5000 m | Bieg na 5000 m | Bieg na 10 000 m | Bieg na 10 000 m |
| Zawodnik              | Czas          | Miejsce       | Czas           | Miejsce        | Czas           | Miejsce        | Czas           | Miejsce        | Czas             | Miejsce          |
| --------------------- | ------------- | ------------- | -------------- | -------------- | -------------- | -------------- | -------------- | -------------- | ---------------- | ---------------- |
| Frode Rønning         | 38,66         | 4.            | 1:16,91        | brąz           |                |                |                |                |                  |                  |
| Jarle Pedersen        | 38,83         | 6.            |                |                |                |                |                |                |                  |                  |
| Kai Arne Engelstad    | 39,30         | 16.           |                |                |                |                |                |                |                  |                  |
| Terje Andersen        |               |               | 1:18,52        | 12.            | 1:56,92        | brąz           |                |                |                  |                  |
| Jan Egil Storholt     |               |               | 1:19,34        | 17.            | 1:57,95        | 6.             |                |                |                  |                  |
| Kay Arne Stenshjemmet |               |               |                |                | 1:56,81        | srebro         | 7:03,28        | srebro         |                  |                  |
| Tom Erik Oxholm       |               |               |                |                |                |                | 7:05,59        | brąz           | 14:36,60         | brąz             |
| Øyvind Tveter         |               |               |                |                |                |                | 7:08,36        | 5.             | 14:43,53         | 5.               |
| Alf Rekstad           |               |               |                |                |                |                |                |                | 15:05,70         | 13.              |

Kobiety
| Zawodnik            | Konkurencja   | Konkurencja   | Konkurencja    | Konkurencja    | Konkurencja    | Konkurencja    | Konkurencja    | Konkurencja    |
| Zawodnik            | Bieg na 500 m | Bieg na 500 m | Bieg na 1000 m | Bieg na 1000 m | Bieg na 1500 m | Bieg na 1500 m | Bieg na 3000 m | Bieg na 3000 m |
| Zawodnik            | Czas          | Miejsce       | Czas           | Miejsce        | Czas           | Miejsce        | Czas           | Miejsce        |
| ------------------- | ------------- | ------------- | -------------- | -------------- | -------------- | -------------- | -------------- | -------------- |
| Bjørg Eva Jensen    |               |               | 1:28,55        | 12.            | 2:12,59        | 4.             | 4:32,13        | złoto          |
| Lisbeth Korsmo-Berg |               |               |                |                | 2:15,63        | 14.            | 4:54,95        | 20.            |

### Narciarstwo alpejskie
Mężczyźni
| Zawodnik              | Konkurencja | Konkurencja | Konkurencja       | Konkurencja       | Konkurencja   | Konkurencja   | Konkurencja                   | Konkurencja                   | Konkurencja                   | Konkurencja                   |
| Zawodnik              | Zjazd       | Zjazd       | Slalom gigant     | Slalom gigant     | Slalom gigant | Slalom gigant | Slalom specjalny              | Slalom specjalny              | Slalom specjalny              | Slalom specjalny              |
| Zawodnik              | Czas        | Pozycja     | Czas 1. przejazdu | Czas 2. przejazdu | Czas łączny   | Pozycje       | Czas 1. przejazdu             | Czas 2. przejazdu             | Czas łączny                   | Pozycja                       |
| --------------------- | ----------- | ----------- | ----------------- | ----------------- | ------------- | ------------- | ----------------------------- | ----------------------------- | ----------------------------- | ----------------------------- |
| Erik Håker            | 1:49,07     | 17.         |                   |                   |               |               |                               |                               |                               |                               |
| Arnt Erik Dale        | 1:49,26     | 19.         |                   |                   |               |               |                               |                               |                               |                               |
| Jarle Halsnes         |             |             | 1:21,64           | 1:22,85           | 2:44,49       | 11.           | 56,44                         | 53,69                         | 1:50,13                       | 16.                           |
| Paul Arne Skajem      |             |             | 1:23,12           | 1:23,99           | 2:47,11       | 24.           | 55,63                         | 52,10                         | 1:47,21                       | 11.                           |
| Odd Sørli             |             |             | 1:22,87           | 1:24,43           | 2:47,30       | 25.           | 56,93                         | 54,43                         | 1:51,36                       | 20.                           |
| Knut Erik Johannessen |             |             |                   |                   |               |               | Nie ukończył 1 - go przejazdu | Nie ukończył 1 - go przejazdu | Nie ukończył 1 - go przejazdu | Nie ukończył 1 - go przejazdu |

Kobiety
| Zawodniczka      | Konkurencja | Konkurencja | Konkurencja       | Konkurencja       | Konkurencja   | Konkurencja   | Konkurencja                    | Konkurencja                    | Konkurencja                    | Konkurencja                    |
| Zawodniczka      | Zjazd       | Zjazd       | Slalom gigant     | Slalom gigant     | Slalom gigant | Slalom gigant | Slalom specjalny               | Slalom specjalny               | Slalom specjalny               | Slalom specjalny               |
| Zawodniczka      | Czas        | Pozycja     | Czas 1. przejazdu | Czas 2. przejazdu | Czas łączny   | Pozycja       | Czas 1. przejazdu              | Czas 2. przejazdu              | Czas łączny                    | Pozycja                        |
| ---------------- | ----------- | ----------- | ----------------- | ----------------- | ------------- | ------------- | ------------------------------ | ------------------------------ | ------------------------------ | ------------------------------ |
| Torill Fjeldstad | 1:39,69     | 7.          | 1:18,26           | 1:31,40           | 2:49,66       | 22.           | Nie ikończyła 1 - go przejazdu | Nie ikończyła 1 - go przejazdu | Nie ikończyła 1 - go przejazdu | Nie ikończyła 1 - go przejazdu |

### Skoki narciarskie
Mężczyźni
| Konkurencja            | Skoczek      | Skok 1    | Skok 1 | Skok 2    | Skok 2 | Nota  | Pozycja |
| Konkurencja            | Skoczek      | odległość | Nota   | odległość | Nota   | Nota  | Pozycja |
| ---------------------- | ------------ | --------- | ------ | --------- | ------ | ----- | ------- |
| Skocznia normalna K-70 | Roger Ruud   | 81,0      | 113,3  | 84,5      | 120,9  | 234,2 | 13.     |
| Skocznia normalna K-70 | Johan Sætre  | 83,0      | 118,0  | 81,0      | 113,8  | 231,8 | 14.     |
| Skocznia normalna K-70 | Per Bergerud | 80,0      | 110,7  | 81,0      | 113,3  | 224,0 | 18.     |
| Skocznia normalna K-70 | Ivar Mobekk  | 74,0      | 97,6   | 80,5      | 111,0  | 208,6 | 27.     |
| Skocznia duża K-90     | Roger Ruud   | 110,0     | 122,7  | 109,0     | 120,3  | 243,0 | 6.      |
| Skocznia duża K-90     | Per Bergerud | 108,0     | 120,9  | 98,0      | 103,9  | 224,8 | 16.     |
| Skocznia duża K-90     | Ivar Mobekk  | 99,0      | 102,8  | 102,5     | 109,7  | 212,5 | 24.     |
| Skocznia duża K-90     | Johan Sætre  | 97,0      | 102,0  | 95,0      | 100,2  | 202,2 | 31.     |